# Darkfall
Darkfall è un videogioco MMORPG sviluppato da Aventurine SA, con elementi sia da videogioco di ruolo che di strategia in tempo reale, con ambientazione fantasy. 
Il gioco è stato pubblicato il 25 febbraio 2009 e i server sono rimasti attivi per circa 4 anni, fino al 15 novembre 2012.
Il gioco è stato successivamente rilanciato il 5 Maggio 2017 con il titolo Darkfall: Rise of Agon.

## Sviluppo
Il 29 agosto 2001, Razorwax annuncia lo sviluppo di Darkfall e lancia il suo sito ufficiale. Il team di sviluppo Razorwax conta inizialmente cinque membri: Claus Grovdal (Lead Design and Producer), Ricki Sickenger (Lead Tools and Game Logic Programmer), Henning Ludvigsen (Art Director), Kjetil Helland (Lead 3D/Client Programmer) e Erik Sperling Johansen (Lead Server Programmer).
Nell'ottobre 2002, viene fondata Aventurine SA in Grecia,verosimilmente per produrre e commercializzare Darkfall. Il team Razorwax viene inglobato dall'Aventurine e cinque altri sviluppatori vengono integrati nella compagnia. Quando il team Razorwax e l'Aventurine si incontrarono per la prima volta ad Atene, un membro di uno dei gruppi disse per scherzo che Razorwax si sarebbe dovuta trasferire dalla Norvegia alla Grecia per le minori tasse e il minor costo della vita. Così, i due gruppi si resero conto che quest'idea sarebbe stata davvero un buon affare e per il dicembre 2002 il trasferimento fu completato.
Nel settembre 2005 iniziarono le iscrizioni per la closed beta per i clan. Il primo gameplay video di Darkfall venne pubblicato nel Febbraio 2006.. 
Aventurine non aveva una versione pubblicamente giocabile all'E3 nel 2006, comunque molte persone assistettero a una versione dimostrativa del gioco. Nel giugno 2006, subito dopo l'E3, il team di Darkfall cominciò a pubblicare Q&A bisettimanali attraverso il sito Warcry. Un annuncio dell'11 luglio 2006 comunicò che erano iniziati i preparativi per iniziare la beta. Il 25 agosto 2006, un'intervista agli sviluppatori indicò che Aventurine non aveva un editore per Darkfall e stava considerando la possibilità di pubblicarlo autonomamente.
Il 17 gennaio 2007 Aventurine annunciò che una beta completa e stabile stava girando su un server remoto e veniva mostrata ai possibili partner, distributori, fornitori tecnologici, ecc.. Il 30 gennaio 2007 Aventurine pubblica un video contenente circa un minuto di gioco che mostrava il combattimento ravvicinato, le cavalcature (compreso il combattimento in sella), magie e combattimenti navali. Gli sviluppatori dichiararono che il combattimento sarebbe stato simile a Mount and Blade. Il 31 maggio 2007, la 9^ Gazzetta di sviluppo dell'Aventurine rispose ad alcune recenti domande sulla beta e annunciò che la data per la beta che si prefiggevano gli sviluppatori era l'estate 2007.
Il 2 agosto 2007 Aventurine annunciò che il gioco era tecnicamente pronto per la beta, ma che essa non sarebbe partita fino a che non fossero state concluse le trattative con i possibili pubblicatori. Il 13 settembre 2007 vennero aggiunte informazioni sulla beta pubblica sui forum di Darkfall che annunciavano “Presto verranno costruite applicazioni per una beta per singoli giocatori. Per favore leggere il forum delle news". Il 22 febbraio 2008 distribuirono una "location test video" ritraente varie città del gioco costruite da giocatori..
L'11 aprile 2008 il produttore associato Tasos Flambouras annunciò che Darkfall era completo di ogni sua caratteristica. Il 9 maggio 2008 una gazzetta di sviluppo di WarCry dichiara che "...la data di lancio sarà interna a 2008, con una beta pubblica che la precederà di poche settimane. Questo è ufficiale e abbiamo molti motivi più specifici, ma in un annuncio non possiamo dire molto di più al momento.” Il 30 giugno 2008 Aventurine conferma che avevano firmato con la compagnia greca AudioVisual Enterprises Archiviato il 30 luglio 2008 in Internet Archive. di distribuire Darkfall in Europa. Successivamente AudioVisual diede un proprio annuncio riguardo a ciò.
Il 29 agosto 2008 vengono aperte le iscrizioni alla Beta pubblica e viene pubblicato un video di 17 minuti che mostra vari aspetti del gioco, quali combattimenti tra piccoli gruppi, grandi combattimenti a cavallo, la navigazione marittima e il combattimento navale e altro. Il 22 settembre 2008 l'Aventurine inizia un ridotto test pubblico dell'hadrware e una prima fase di beta pubblica.
Il 5 dicembre 2008 Tasos Flambouras annuncia che Darkfall verrà lanciato sul mercato europeo il 22 gennaio 2009 con la versione Us a seguire a breve. Tuttavia il lancio viene spostato di circa un mese al 25 febbraio 2009. L'NDA ai beta tester venne tolto il 18 febbraio. 
Il 18 settembre 2012 Aventurine annuncia Darkfall Unholy Wars. Il gioco doveva essere lanciato il 20 novembre dello stesso anno, ma il 14 novembre Aventurine annuncia che per cause dovute a fattori esterni, problemi sorti all'ultimo minuto e opinioni interne dei tester, ha dovuto spostare la release ufficiale al 12 dicembre 2012.

## Sviluppo successivo
Il 28 aprile 2015 un utente di reddit autoqualificatosi come uno sviluppatore interno dell'Aventurine che lavora a Unholy Wars ha postato una petizione per sondare la domanda relativa a una possibile riapertura di un server per Darkfall Online. La petizione ha raccolto circa 1790 firme. Il 15 giugno 2015, il CEO di Aventurine Zad Mehdawi ha postato un messaggio dove spiegava che "un rilancio di Darkfall Online non è possibile a causa dei numerosi e costosi investimenti per l'infrastruttura e per l'enorme sviluppo richiesto nel ricostruire il database e l'interfaccia web", e che la sua compagnia avrebbe invece continuato con lo sviluppo di Unholy Wars. Tuttavia il CEO ha anche annunciato che "Aventurine è aperta a proposte serie per la licenza e il supporto del gioco originale Darkfall".
Il 16 giugno 2015, Claus Grovdal, fondatore dei Razorwax, lo sviluppatore originale di Darkfall, in un post su twitter ha scritto di essere deluso dalla decisione presa da Aventurine ma non sorpreso.
Il 18 novembre 2015, Ici Wave, il community manager di Aventurine, in un post ufficiale sul forum ha scritto che Aventurine sta negoziando la licenza di Darkfall con 2 sviluppatori esterni. Il 3 febbraio 2016, Ub3rgames conferma l'avvenuta acquisizione della licenza di Darkfall Online e ha aggiornato il proprio sito web. Il 1º marzo 2016, anche Big Picture Games conferma l'avvenuta acquisizione della licenza di Darkfall Online. L'8 marzo 2016, Ub3rgames lancia, assieme al quarto aggiornamento settimanale, anche il primo video di Darkfall: New Dawn. Il 19 marzo 2016, anche Big Picture Games distribuisce il primo video di Darkfall: Rise of Agon.
L'8 Aprile 2016 Big Picture Games lancia l'alfa di Darkfall: Rise of Agon e rilascia i primi 500 inviti coperti da NDA, esce anche un nuovo trailer e il negozio con 3 differenti livelli di founder pack. Il 3 Agosto 2016 Big Picture Games annuncia il lancio della closed beta.
Il 16 Agosto 2016 Darkfall: New Dawn passa dal periodo gratuito (stress test) all'InDev beta, solo chi ha acquistato il gioco può partecipare.
Il 5 Maggio 2017 esce ufficialmente Darkfall: Rise of Agon.

## Caratteristiche
L'intenzione degli sviluppatori era quella di creare un gioco da caratteristiche uniche e innovative per differenziarlo dalla maggior parte dei MMORPG dell'epoca, nonostante molte di queste siano riconducibili ad altri videogiochi pubblicati in quegli anni:
- PvP senza restrizioni, senza zone sicure, protetto solo da guardie NPC nelle città controllate. L'uccisione indiscriminata di giocatori provocherà un cambiamento di allineamento (vedi sezione sottostante), che avrà pesanti ripercussioni all'interno del gioco.[32]
- Un sistema di evoluzione del personaggio privo di livelli e classi. La maggior parte delle abilità di un giocatore sono determinate dal possesso delle skill, che aumentano di potenza grazie al loro ripetuto uso.
- Un sistema di combattimento in tempo reale più simile a quello dei videogiochi d'azione.[33] Il combattimento a distanza visto in prima persona, mentre quello ravvicinato in terza persona, in modo molto simile a quello utilizzato in Savage 2. Inoltre non vi sarà nessun "player radar" o nomi sospesi ad identificare NPC o giocatori.[34] I danni inflitti e lo stato di salute vengono indicati tramite danni visibili], schizzi di sangue ed effetti audio. Inoltre, il fuoco amico è sempre attivo, in modo che mancati attacchi ravvicinati, frecce schivate o magie ad area, sia offensive che difensive o di cura, abbiano effetto sia sugli alleati che sui nemici.[35]
- Al momento della morte di un giocatore, quasi tutti i suoi oggetti possono esser raccolti (Full Looting).[36]
- Gran parte degli oggetti utilizzabili posso essere costruiti dai giocatori.
- Le città possono essere costruite, assaltate, prese e/o distrutte dai giocatori[37], così come possono essere costruite case private.
- Animali che possono essere catturati e uccisi dai giocatori, e cavalcati anche durante il combattimento.
- Combattimenti navali, con la possibilità di creare, assaltare, catturare e affondare navi controllate da giocatori[38], incluso il combattimento tra giocatori nave-nave e terra-nave.
- Fisica reale, incluso la previsione delle collisioni tra personaggi o tra oggetti scagliati. Gli oggetti (magie, frecce, palle di cannone ecc.) possono essere schivati o fermati in tempo reale. I giocatori possono essere spinti o bloccati da altri giocatori, NPC e/o esplosioni[39].
- Tempo dinamico e fisico, incluso vento direzionale variabile. Per esempio la nebbia o la pioggia possono limitare drasticamente la visibilità o un forte vento può influenzare fortemente le onde marine e il movimento di una nave. I cicli di giorno e notte sono basati su un sistema planetario realistico di due lune orbitanti.
- Comportamento dei mostri e dell'IA potenziato.[40] I mostri non si muovono solamente verso i giocatori combattendo fino alla morte, bensì possono impiegare tattiche di combattimento basate sulle loro capacità, comportamenti sociali e livello intellettivo. Per esempio, mostri intelligenti attaccheranno principalmente curatori, maghi o giocatori deboli. I mostri non hanno dimensioni o luoghi di spawn prefissati bensì formano una propria comunità e potrebbero costruire tane e/o spostarsi in nuove aree, in risposta alla caccia dei giocatori; potrebbero anche combattere altri mostri nella loro zona.[41]
- Un mondo senza zone capace di sostenere più di 10 000 giocatori contemporaneamente, per il gioco di instance[42] e, per battaglie in larga scala (>200), è previsto un sistema che dia la possibilità di giocarle con framerate variabili.[43]

## Modalità di gioco

### Razze giocabili
Ci sono sei razze giocabili in Darkfall. La scelta razziale non influenza pesantemente il personaggio o le opzioni di sviluppo: il 95% delle skill possono essere imparate a prescindere dalla scelta razziale, mentre le rimanenti sono specifiche per la propria razza. Ogni razza inizia a giocare nella propria terra e ha una propria storia, alleati e nemici razziali.
Mentre certe razze hanno amicizie e odi verso le altre, in Darkfall, esse non sono strettamente forzate verso gli altri giocatori ed è possibile per certi clan dichiarare guerra contro altri della propria razza o contro alleati razziali. Dichiarare guerra contro altri clan previene il cambiamento di allineamento da parte dei membri del clan attaccante e le relative penalità dovute all'uccisione di personaggi razzialmente alleati.
È possibile creare clan multirazziali di opposte fazioni, ma questa scelta porta certi svantaggi: gli NPC agiscono sempre in relazione alla loro fazione razziale e reagiranno sempre in modo ostile ai nemici razziali, siano essi effettivamente nemici o alleati. Una recente gazzetta di sviluppo ha annunciato che gli NPC delle città costruite da un clan multirazziale non attaccheranno mai nessun membro del clan, a prescindere dalla razza.
Le razze son le seguenti:
Umani
Gli umani del gioco vivono in modo molto simile alla loro controparte reale nel medioevo, con un sistema feudale e una costante potenza divisa tra il Re e la Chiesa. Gli umani sono una razza versatile, senza particolari punti di forza o debolezza.
Mirdain
I Miridain sono una razza sofisticata di abili diplomatici e commercianti. Preferiscono la diplomazia e la subdola manipolazione al conflitto diretto, ma i Miridain rimangono brillanti tattici che riescono a sconfiggere nemici molto superiori in numero grazie a movimenti esperti delle truppe e astuti stratagemmi.
Lavorando nel profondo della loro foresta nativa di Mirendil, i Miridain sono una razza pacifica e colta in un mondo lacerato dalla guerra. I Miridain sono in qualche modo collegati alla magia e la maggior parte di loro è capace di usare un modesto numero di magie. Sono inoltre abili cacciatori, esperti nell'uso di archi sin dall'alba dei tempi.
Nani
Volto truce, forti come l'acciaio e impareggiabili in coraggio e determinazione, i nani sono i figli delle montagne. Sono una razza introspettiva e taciturna che disprezza qualsiasi Dio preferendo una ricerca multi-millenaria della perfezione disposta dai leggendari fondatori della loro nazione. I nani seguono gli insegnamenti di Ymir, un leggendario demiurgo che forgiò molte delle più grandi meraviglie di Dvergheim, come anche la loro stessa nazione. Ymir spese i suoi ultimi anni a scrivere un libro che descrive dettagliatamente, passo dopo passo, il piano di civilizzazione dei nani nei seguenti 20'000 anni. Gli insegnamenti di Ymir dissero ai nani per cosa dovevano battersi, come allenarsi e cosa creare, stabilì inoltre quando e come loro avessero dovuto raggiungere ogni obbiettivo.
Mahirim
Una fiera razza di predatori dalle selvagge aree delle Tribelands, i Mahirim sembrano essere una razza che sta muovendo i primi passi verso la civilizzazione. Pur avendo ora delle proprie leggi, basano tutto sul loro fine istinto e sulle loro abilità predatorie tramandate dai loro antenati. Pur essendosi recentemente evoluti per camminare su due gambe, i Mahirim mantengono la capacità di correre velocemente a quattro zampe e possono facilmente sorpassare altre razze a piedi e tener testa alle cavalcature delle altre razze. A causa della loro lunga storia di aggressioni e alla loro natura arrogante, i Mahirim hanno pochi alleati. Comunque hanno un leggero rispetto per gli orchi, che considerano equamente capaci guerrieri.
Orchi
Fino a poco tempo fa gli Orchi erano abituati a condurre una vita raminga come i Goblin: nessun insediamento permanente, nessuna civilizzazione, spendono il loro tempo in guerra. Ma una divinità malvagia ha domato gli Orchi e gli ha insegnato come costruire città e schiavizzare lavoratori.
Ad oggi la società orchesca è basata sulla schiavizzazione della razza Goblin, i quali si occupano di qualunque lavoro manuale degli orchi. Gli Orchi controllano inoltre una parte malvagia di Nani che costruiscono edifici e armi per le conquiste orchesche; essi vivono in condizioni molto migliori dei goblin. Gli Orchi credono che un giorno il loro Dio si alzerà dal Vulcano e ammazzerà qualsiasi essere non-orco.
Alfar
Gli Alfar sono i pieni di odio, crudeli cugini dei Miridain. Rapiti millenni addietro dai loro insano Dio-Re Melek, questi ex Miridain sono stati mutati e deformati dalla sua influenza diabolica e dal Copricapo d'argento di sua madre in assassini senza paura e guidati dalla rabbia. Colpendo i nemici dalle ombrose e maledette terre di Nagast, gli Alfar lasciano una scia di sangue e distruzione ovunque vadano, sparendo così veloci come sono comparsi. 
Dotati di un'innata affinità per le arti magice, gli Alfar sono potenti stregoni che traggono il loro potere dal loro volubile dio. A causa di questa imprevidibilità, le magie degli Alfar variano di potenza, creando una leggera variazione nel risultato di ogni incantesimo. Gli Alfar nutrono un profondo odio per tutte le altre forme di vita in Agon; sebbene possano unirsi a clan di altre razze, essi detestano farlo.

### Caratteristiche
Così come altro MMORPG, i personaggi giocanti hanno una parte di caratteristiche semi-statiche, come forza, vitalità, destrezza, saggezza, intelligenza e rapidità.. Questi attributi migliorano nel tempo in relazione all'attività di un giocatore, per esempio l'uso ripetuto di un'arma da combattimento corpo a corpo farà aumentare la Forza del personaggio nel tempo, cosa che gli permetterà di infliggere grossi danni corpo a corpo.
Ci sono anche tre attributi dinamici: punti salute, mana e stamina che determinano la vitalità generale del personaggio e la capacità di attività fisica e/o magica, che variano a seconda delle azioni effettuate e dei danni ricevuti.
Ricevere danni fisici o magici da altri giocatori, NPC o altri oggetti causa la perdita di salute fino a che il giocatore è incapacitato a muoversi, a questo punto vi è un periodo di tempo in cui il giocatore può decidere se dichiararsi morto e ritornare all'ultimo "bind point" o esser finito con la forza o resuscitato da un altro giocatore. Se non resuscitato, il giocatore muore al termine del countdown.
Allo stesso modo, il lancio di magie richiede l'uso di punti mana e l'esecuzione di varie attività fisiche, come uno scatto o l'agitare un'arma o il lancio di magie utilizza stamina. Queste tre statistiche vengono riguadagnate col tempo secondo rate variabili e/o possono essere recuperate grazie all'uso di magie di cura, pozioni e oggetti.
In termini di differenze razziali la statistica Forza è: Orco > Nano > Mahirim > Umano > Miridain > Alfar, mentre per l'intelligenza è l'esatto opposto.

### Skills
Darkfall si differenzia dei convenzionali MMORPG per l'abbandono del sistema di progressione basato sui livelli, in favore di un più ampio sistema di abilità (skill), simile a quello che si può trovare in giochi come Ultima Online e EVE Online. Le abilità e il loro sviluppo permettono di avere un'ampia gamma di tipologie di personaggi, così come molte altre sfaccettature del gameplay.
Molte skills possono essere imparate dagli NPC, altre invece richiederanno altre skills come prerequisiti e/o si potranno imparare solamente tramite il completamento di alcune missioni. A loro volta le skill acquisite miglioreranno col loro utilizzo durante il gioco. 
Gli sviluppatori hanno comunicato che ci sono approssimativamente 500 skills e 500 magie al momento della distribuzione del gioco.

### Bottino
Darkfall è stato inizialmente programmato come un gioco PvP full-loot, ciò significa che i giocatori possono prendere tutto ciò che vogliono dal corpo di un altro giocatore morto. Questa possibilità è stata introdotta nel gioco come un importante aspetto del gioco strategico tra clan in guerra tra loro.
Il full-loot è una differenza significativa rispetto ad altri MMOG, come World of Warcraft, dove le missioni per equipaggiamenti migliori sono i principali metodo di sviluppo di un personaggio fino a che il massimo livello non viene raggiunto. In Darkfall il principale motivo di miglioramento di un personaggio è il miglioramento delle sue skills e, sebbene l'equipaggiamento avrà qualche influenza sulla potenza generale di un personaggio, la sua importanza è fortemente ridotta rispetto ad altri MMOG

### Allineamento
Darkfall ha un sistema di allineamento del personaggio, il quale varia da buono a malvagio a seconda delle azioni del giocatore stesso. Nella versione iniziale i personaggi iniziavano il gioco con un allineamento neutrale che poteva però variare da +100 a -100. Con l'introduzione di nuove patch questo elemento è stato ridimensionato e si parte da un allineamento di +10 e può variare da +10 a -10. Azioni "malvagie", come l'uccisione di un altro personaggio senza provocazione, il furto e anche l'evocazione di certe incantesimi di necromanzia cambieranno l'allineamento verso il Malvagio. Le ripercussioni di un allineamento Malvagio vanno dalla difficoltà di comprare oggetti da alcuni NPC all'impossibilità di rifugiarsi in certe città, alla possibilità di essere attaccati a vista da guardie NPC e personaggi di allineamento buono che hanno ricevuto missioni o bonus di allineamento per l'uccisione di personaggi malvagi.

### Stealth
In quasi tutti i MMORPG è presente il concetto della mimetizzazione dei giocatori; esso permette a giocatori/NPC di diventare “magicamente” semi-invisibili, permettendo così movimenti furtivi e attacchi di sorpresa. Solitamente, questa “pseudo-invisibilità” è una meccanica fondamentale che definisce una tipologia particolare di gioco di un numero limitato di classi.
In Darkfall, l'invisibilità è raggiunta giocando nascondendosi, come nel mondo reale, nell'ombra, camuffandosi, camminando silenziosamente, l'uso di oggetti per coprirsi: questo “stealth” non è magico e non è una prerogativa di poche classi di giocatori. Poiché Darkfall è un MMORPG senza classi, ogni giocatore può imparare varie skill di potenziamento dello stealth perseguire uno stile di gioco nascosto e furtivo.
Questa caratteristica di “True Stealth” è accompagnata da limitazioni realistiche – vestire armature metalliche emette dei tintinnii udibili. E riflette la luce, camminare più lentamente diminuirà il rumore dei passi.
Tutto ciò è permesso dalla mancanza di un radar dei giocatori e dall'uso della prospettiva in prima persona per i combattimenti a distanza e i generali spostamenti, combinata con un tempo atmosferico e un ciclo giorno/notte realistici.

## Mondo di gioco

### Geografia
Il mondoDarkfall, chiamato Agon, comprende un vasto continente centrale ove son situate tutte le sei capitali razziali, circondato da quattro continenti più piccoli a nord-est, nord-ovest, sud-est e sud-ovest. Inoltre vi sono numerose isole e arcipelaghi. Gli sviluppatori han dichiarato che, un umano, correndo da una parte all'altra impiegherebbe circa 8 ore per completare il viaggio.
Il mondo include una grande varietà di biotopi: foreste, pianure, deserti, zone ghiacciate, giungle tropicali, paludi, e aree desolate. Ogni parte di Agon è stata costruita a mano e non generata automaticamente dal computer. Gli sviluppatori han dichiarato che ogni terreno può essere attraversato da personaggi con le appropriate skill, per esempio alcune montagne potranno essere scalate solo da chi possiede la skill Climbing e l'abbia sufficientemente allenata; le isole possono essere raggiunte da chi possiede una sufficiente skill di navigazione, ecc.

### Mostri
Darkfall include una grande varietà di PvE contro mostri sparsi per il mondo. Al contrario di molti MMORPG in circolazione che sono caratterizzati da una comparsa statica dei mostri nel mondo, i mostri di Darkfall si riuniscono a formare gruppi e, se lasciati indisturbati, danno vita ad accampamenti sempre più grandi, in relazione alla loro intelligenza ed evoluzione sociale. Inoltre i mostri controllati dal computer attaccheranno le città vicine di giocatori o accampamenti di altri mostri. L'aggressività dei mostri, infatti, varia a seconda dell'innato comportamento scontroso e delle relazioni sociali, ciò stabilirà la loro propensione ad attaccare altri giocatori/mostri, a scappare, a chiamare aiuto ecc. Gli NPC in Darkfall hanno anch'essi una loro lista di personaggi o mostri che attaccheranno a vista e a cui, al momento della morte, ruberanno gli oggetti che possono utilizzare. Gli accampamenti di NPC che saranno costantemente stuzzicati dai giocatori possono cambiare posto e trasferirsi in un'altra parte del mondo che soddisfi le loro esigenze.
Il sistema di combattimento degli NPC è basato su una IA paragonabile al bot di Quake, che tiene conto del livello della sfida che intende sottoporre al giocatore. Un indice della qualità dell'IA degli NPC è ricavabile dall'affermazione del produttore Tasos Flambouras, il quale spesso ripete che il combattimento con gli NPC sarà un serio allenamento per i PvP.

### Dungeons
VI sono numerosi dungeon e aree sotterranee, popolati da mostri e boss. Alcune di queste, sono colonizzabili ed edificabili dai giocatori o vi sono capitali razziali come le città degli Alfar e dei Nani.

## Città, costruzione e guerre tra clan
Un grosso obbiettivo di Darkfall è il supporto per i conflitti tra giocatori su vasta scala, in particolare tra clan. Per questo la maggior parte del gioco è pensato con combattimenti per la conquista di città, fortezze e castelli. Per incentivare questi conflitti, è prestabilito un numero limitato di aree edificabili. Queste sono sparse per l'intero mondo e si differenziano per la conformazione del terreno, delle vie d'accesso e dalle vie di transito vicine e, conseguentemente, varierà la difficoltà di esser difese dai rispettivi clan.
I clan di giocatori hanno un totale controllo diplomatico delle relazioni con altri clan e possono dichiarare guerra unilateralmente. Lo stato "At War" è preceduto per qualche tempo dallo stato "Weary", dopodiché i membri dei rispettivi clan potranno uccidersi liberamente senza penalità di allineamento. La dichiarazione di guerra permette di attaccare liberamente città costruite da altri giocatori per distruggerla o conquistarla. A questo scopo in Darkfall si può disporre di una gran quantità di armi da assedio quali trabucchi, catapulte e balestre, tutte costruibili dai giocatori. Vi è però un limite per la distruzione di una città presa di un edificio al giorno.